# Viento en contra (película)
Viento en contra es una película mexicana de 2011 dirigida por Walter Doehner y protagonizada por Bárbara Mori, Héctor Arredondo, Fernando Luján, Alejandro Calva, Alejandra Barros, Sergio Mayer Mori como Fer y actuaciones especiales de Marina de Tavira, Mauricio Islas y Rodrigo Abed.

## Sinopsis
Después de años de trabajo arduo y para sacar a su hijo adelante, Luisa Braniff va en ascenso, alcanzando el éxito con el que siempre había soñado: ser Directora de Inversiones de una de las empresas de fondos más importantes de México.
Sin embargo, el destino le tiene preparada una sorpresa a esta atractiva ejecutiva. Junto con su nuevo cargo un problema surge como si la estuviera esperando en la esquina de su nueva oficina de ensueño: un fraude multimillonario se ha hecho bajo su nombre.
Además esta transacción la liga directamente con el asesinato de su mejor amiga Sofía, quien es encontrada muerta en su departamento, convirtiendo a Luisa en la última persona que la vio con vida.

## Producción
La filmación de Viento en Contra duró siete semanas y se llevó a cabo en locaciones de la Ciudad de México y Valle de Bravo. Para las escenas de acción se utilizaron dos helicópteros, una avioneta, un ultraligero y tres lanchas.
Las caídas en paracaídas se hicieron en Cuautla y Valle de Bravo, y las que estuvieron filmadas en el aire fueron hechas por Greg Gasson quien vino desde Estados Unidos solo a hacer estas tomas; es la única vez que él ha participado en películas mexicanas, pues siempre había trabajado en películas de acción en Hollywood.